# Гонконг (острів)
Острів Гонконг (кит.: 香港島) знаходиться в південній частині спеціального адміністративного регіону Гонконг, Китай. На 2006 рік чисельність його населення становила 1 268 112 осіб, густота — 15 773 осіб/км². У період окупації острова Великою Британією протягом Першої опіумної війни в 1842 році населення острова становило 3000 осіб, розсіяних по десятку рибальських сіл. Незабаром британськими військами на острові було засновано місто Вікторія на честь королеви Вікторії. Центральний район острова Гонконг («Центральний») є історичним, політичним та економічним центром Гонконгу. Північний берег острова формує південне узбережжя затоки Вікторія.
Острів має безліч визначних пам'яток, таких як пік Вікторія, Океанський парк, безліч історичних пам'яток та великі торгові центри. Навколишні гори є популярними серед любителів пішохідного туризму. Північна частина острова разом з Коулун формують головну міську зону Гонконгу. Їх спільна площа становить приблизно 88,3 км ², а їх населення — 3 156 500 осіб, що відповідає щільності населення 35 700 осіб/км ².

## Географія

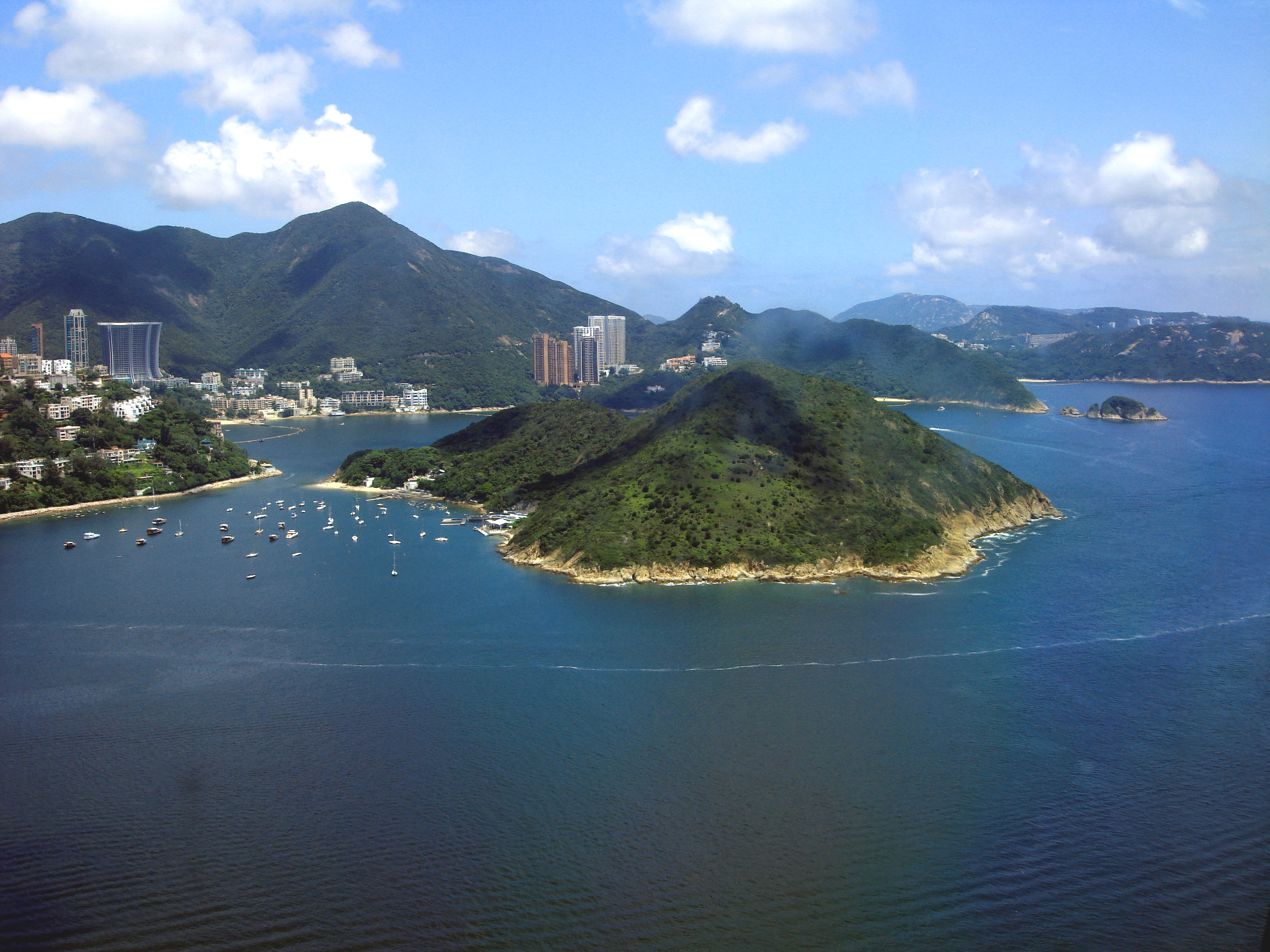
Вид Середнього острову на передньому плані та Бухти відсічі на задньому плані з вагона канатної дороги в Океанському парку

Острів Гонконг є другим за величиною островом Гонконгу (найбільшим є острів Лантау). Площа острова — 80,4 км ², включаючи 6,98 км ² приєднаний 1887 року і менші території, приєднані 1851 року. Це становить близько 7 % від загальної території острова. Острів відділений від материка (півострова Коулун та Нових Територій) бухтою Вікторія.

## Історія
Вперше острів Гонконг був окупований 20 січня 1841 року капітаном Чарльзом Елліотом Королівського військово-морського флоту Великої Британії. Нанкінський договір 1842 року офіційно закріпив право на острів за Великою Британією.
Друга світова війна була темним часом для Гонконгу. Британці, канадці, індійці та гонконзькі добровольчі сили протистояли японському вторгненню під командуванням Такасі Сакаї, яке почалося 8 грудня 1941 року, через вісім годин після атаки на Перл-Гарбор. Проте японці змогли встановити контроль над небом в перший же день, чисельно перевершуючи обороняються сили. Британці та індійці відступили за Коулун під щільним вогнем з повітря та артилерійським вогнем. Запеклі бої на острові тривали вже між канадськими та японськими військами. Вінніпезьким гренадери воювали в критичній точці ущелини Вонг Най Чонг і заволоділи проходом між Сентраль та ізольованими південними частинами острова. Проте їх удачі тривали недовго.
Гонконг упав 25 грудня 1941 року, згодом цей день стали називати «Чорне Різдво». Губернатор Гонконгу, Марк Янг, здався особисто в тимчасовому японському штабі, на третьому поверсі готелю півострова. Ренсуке Ісоґаї став першим японським губернатором Гонконгу. Незабаром виникла гіперінфляція та нормування продовольства, японський уряд оголосив гонконзькі долари поза законом. У перші кілька днів після капітуляції Гонконгу було зґвалтовано понад 10 000 жінок, було страчено безліч підозрюваних у дисидентстві. Японський уряд скоротив щоденний раціон громадян острова для збереження їжі для солдатів. Безліч людей були насильно переселені на материк в райони, що страждали від голоду та хвороб. Коли Японія капітулювала США 14 серпня 1945 року, населення Гонконгу скоротилося до 600 000 осіб, що становило менше половини довоєнного населення в 1,6 мільйона.

## Адміністративний поділ
Округи, розташовані на острові:
- Центральний та Західний округ
- Східний округ
- Південний округ з Абердіном Ваньчай

## Демографія
На 2000 рік населення острова становило 1 367 900 осіб, що становить 19 % від населення Гонконгу. Густота населення на острові вище ніж у всьому Гонконгу та становить близько 18 000 осіб на квадратний кілометр. Цифра щільності населення острова цілком може ввести в оману, оскільки острів населений нерівномірно. Сумарне населення найбільш густонаселенних районів, таких як Сентрал та Вестерн дистрикт, Ваньчай та Істерн дистрикт становить 1 085 500 осіб, це означає що густота населення урбанізованих частин острова наближається до 26 000 осіб на км². Площа цих частин острова становить близько 41,3 км². Разом з Коулун, такі урбанізовані райони містять 47 % всього населення.

## Транспорт

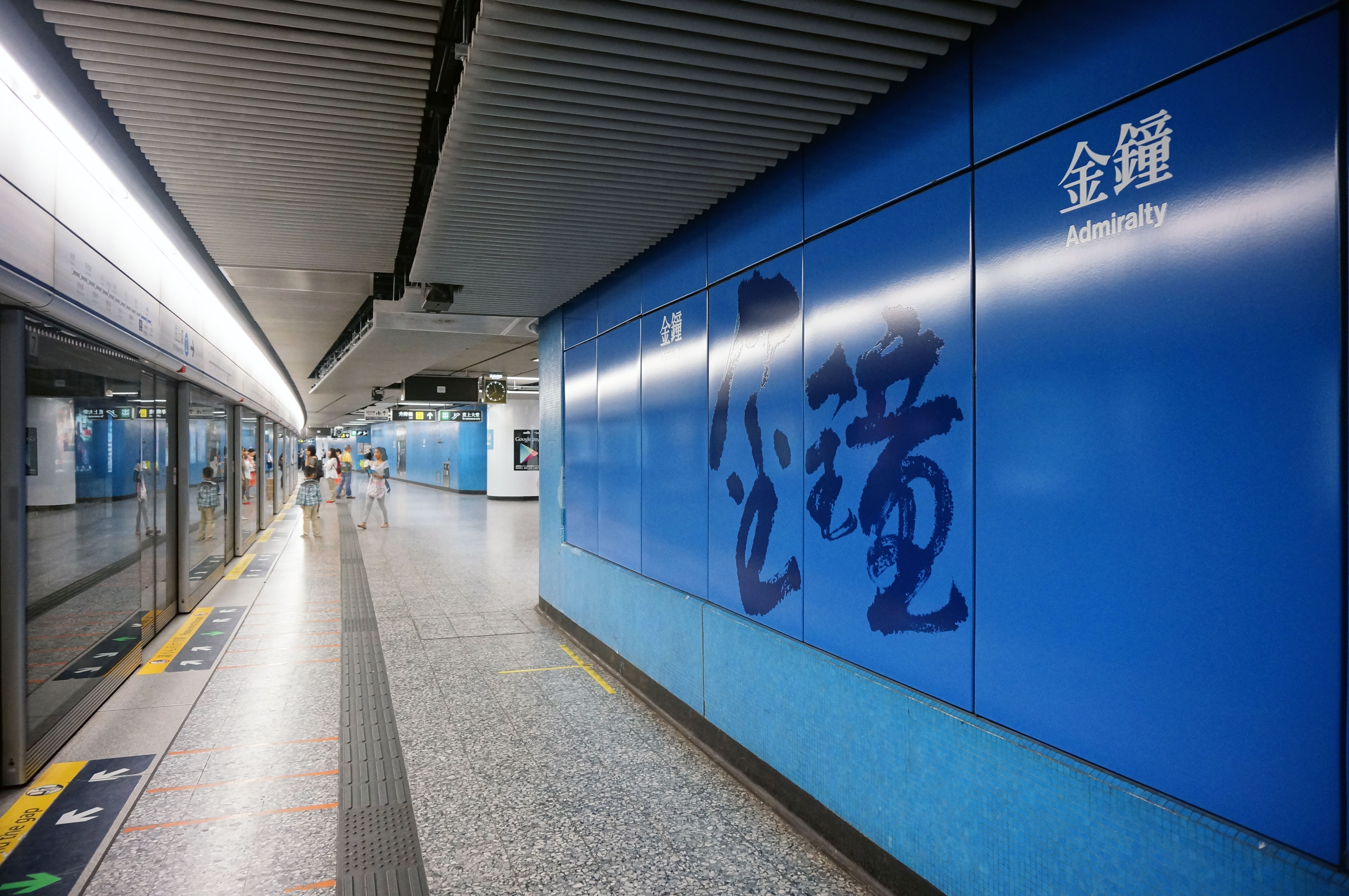
Адміралтейська станція гонконзького метрополітену

Острівна гілка (лінія Айленд) гонконзького метрополітену(MTR) проходить лише по острову, із заходу на схід, вздовж північної берегової лінії острова. Гонконзький трамвай і Пік-трамвай ходять суто по острову, від Кеннеді Тауна до Шау Кей Вана, з лініями від Козвей Бей до Хеппі Валлі і від Сентралу до Піка Вікторія.
Острів Гонконг з'єднаний з півостровом Коулун двома автомобільними тунелями, двома залізничними тунелями MTR (лінії Чюн Ван і Дунг Чунг) та одним автомобільно-залізничним тунелем (тунель Східної гавані, лінія Дзенга Гуан Оу). Заплановано четвертий залізничний тунель для розв'язання проблеми перевантаженості ліній в години пік-. Мостів між островом та материком немає.